# Helan & Halvan (film, 2018)
| John C. Reilly (vänster) spelar Oliver Hardy och Steve Coogan (höger) spelar Stan Laurel. |  | John C. Reilly (vänster) spelar Oliver Hardy och Steve Coogan (höger) spelar Stan Laurel. |
| John C. Reilly (vänster) spelar Oliver Hardy och Steve Coogan (höger) spelar Stan Laurel. |  |                                                                                           |

Helan & Halvan (originaltitel: Stan & Ollie) är en brittisk-amerikansk-kanadensisk biografisk dramakomedifilm från 2018 i regi av Jon S. Baird. Filmen handlar om komikerna Oliver Hardy och Stan Laurel, i Sverige mer kända som Helan och Halvan.

## Handling
Filmen följer komikerduon Oliver Hardy och Stan Laurel under en teaterturné i Storbritannien och Irland 1953. Karriärerna som stora stjärnor är över och med turnén följer både besvikelser och konflikter men också försoning mellan de båda skådespelarna.

## Om filmen
Helan & Halvan visades i SVT i juni 2022.

## Rollista (urval)
| Steve Coogan      | – Stan Laurel        |
| John C. Reilly    | – Oliver Hardy       |
| Shirley Henderson | – Lucille Hardy      |
| Danny Huston      | – Hal Roach          |
| Nina Arianda      | – Ida Kitaeva Laurel |
| Rufus Jones       | – Bernard Delfont    |
| Susy Kane         | – Cynthia Clark      |

## Produktion

### Utveckling
Steve Coogan och John C. Reilly bekräftade att de arbetade på en biografisk film regisserad av Jon S. Baird Filmen är skriven av Jeff Pope som har tidigare samarbetar med Coogan med Oscar-belönade filmen Philomena. Pope beskrev komikerduon som sina "hjältar".

### Inspelning
Inspelningen i Storbritannien pågick våren 2017. Den spelades in i Dudley, West Midlands, Birmingham på Old Rep, West London Film Studios och i Bristol, Sydvästra England.
Filminspelningen var begränsad på grund av smink på Reilly som tog fyra timmar varje dag.

### Lansering
Filmen distribueras av Entertainment One Films i Storbritannien, Kanada, Australien, Nya Zeeland, Spanien och Benelux, Sony Pictures Classics distribuerar filmen i USA, Latinamerika, Östeuropa, Kina och Sydafrika. I Sverige distribueras filmen av Noble Entertainment och hade svensk premiär 22 mars 2019.

## Mottagande
Filmens debut på BFI London Film Festival mottogs av positiva recensioner från kritiker. på webbplatsen Rotten Tomatoes har den betyget 93% baserad på 27 recensioner, med ett snittbetyg på 7.3/10.
Björn Jansson på Sveriges Radio tyckte att filmen var vacker och var en feelgood med tårar, han gav filmen betyget 4 av 5. Jan Söderqvist på Svenska Dagbladet gav filmen beröm för dess detaljer och gav filmen en 4 av 5.
Filmen nominerades sju gånger av British Independent Film Awards, inkluderar Steve Coogan (huvudroll) och Nina Arianda (kvinnliga biroll).